# 石井琢朗

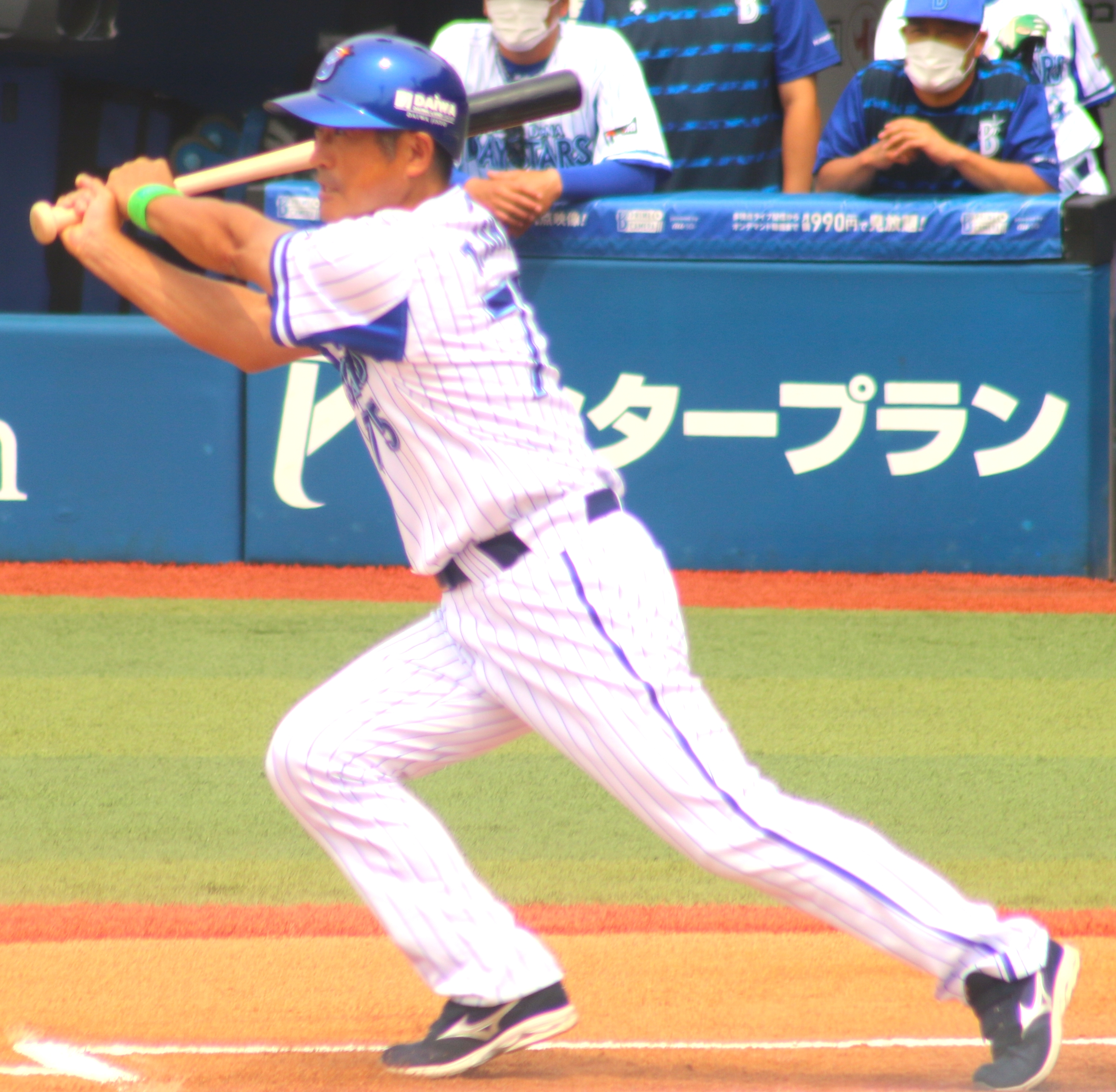
2022年6月5日、横浜スタジアムにて行われた「レジェンドOB対決」に登場した石井琢朗一軍野手総合コーチ

石井 琢朗（いしい たくろう、本名及び旧登録名：石井 忠徳〈いしい ただのり〉、1970年8月25日 - ）は、栃木県佐野市出身の元プロ野球選手（内野手・投手、右投左打）、プロ野球コーチ。

## 経歴

### プロ入り前
小学校3年生の秋から父が監督を務めていた犬伏学童野球クラブで野球を始め、クラス文集に「巨人にドラフト一位で入りたい。」と記す。小学生の頃からエースとして活躍していた。プロへ進むには強豪高に入って甲子園に出場することが近道と考え、栃木県立足利工業高等学校に進学。1年時から背番号1を背負い、2年時に夏の甲子園に投手として出場。延長10回にサヨナラ負けを喫し初戦で敗退したが、エースとして粘り強い力投を見せた。
高校2年時、佐野日本大学高等学校の投手を見に来ていたスカウトの江尻亮が、練習試合の相手投手であった石井の投球を見て、球の切れと速さに惚れ込んだ。高校3年時のドラフト会議では、東洋大学への進学が決まっておりどの球団からも指名が無かったが、半ば強引な形で1988年オフ、ドラフト外で横浜大洋ホエールズに入団。

### 大洋・横浜時代
1989年4月13日、高卒ルーキーながら開幕早々広島東洋カープ戦で一軍初登板。10月10日のヤクルトスワローズ戦で初先発初勝利を挙げた。首脳陣からは「桑田二世」などと評価され、投手として将来を嘱望されたが、二軍（イースタン・リーグ）では好投するものの、一軍で結果を残せず、また本人も篠塚和典に憧れるなど、プロ入り当初から野手志望であり、1991年オフに須藤豊監督に野手転向を申し出る。元々須藤も石井を野手として評価しており、投手不足という事情さえなければ最初から野手転向させたい意向を持っていた。しかし、この時に石井は「（投手は）もう限界です」と発言。その言葉が気に入らなかった須藤に「何が限界だ、その程度で限界ならもう野球をやめろ!」と一度は拒絶されたものの、最終的には認められた。
1992年から内野手として登録され、同時に登録名を本名の石井忠徳から石井琢朗に変更。高校時代に外野を守ったことはあったものの、内野手は初挑戦で、フィールディングなどを見た首脳陣の判断で内野手となる。シーズン後半には野手転向1年目にして清水義之から三塁手の定位置を奪った。野手転向1年目はエラーも、多く打撃も粗さが目立ったが、打撃は高木由一、守備は岩井隆之、走塁は弘田澄男と当時のコーチに一から徹底的に叩き込まれ、貪欲に吸収していった。
1993年、チーム名が横浜ベイスターズに変更されたのを機に背番号を0に変更。前年に比べ次第に守備も打撃も安定し、当初は進藤達哉と遊撃手のポジションを争っていたがやがて遊撃は進藤に固定され、自身は三塁を守っていた高木豊を一塁に追いやる形で「2番・三塁手」としてレギュラーを獲得し、初めて規定打席に到達。また、数試合ながら中堅手としても出場した。しかし、シーズン終盤に肺炎を患う。シーズン最終戦は入院していたところを特別に許可を受け、代走出場。2盗塁を記録し、盗塁王とゴールデングラブ賞三塁手部門のタイトルを獲得した。ゴールデングラブ賞は以後、1995年まで3年連続で受賞することとなる。
1994年には背番号を5に変更。主に2番打者として出場し、フル出場を果たした。
1995年は日替わりで1、2番を打ち、初の打率3割を記録した。同年のオールスターゲームに初出場。
1996年、新監督に就任した大矢明彦の意向により、遊撃手に転向した。慣れない守備に意識を奪われたためか、前年より打撃成績を落とすも、中盤より1番打者に定着。タイトルこそ獲得できなかったが、生涯唯一の40盗塁越えを記録した。
1997年は同姓の石井義人の入団により、スコアボード等の表記が「石井琢」となる。シーズンでは、2番打者・波留敏夫との1、2番コンビが定着。2度目のオールスター出場を果たし、この年以降オールスターには5年連続して出場することになった。自身2度目の打率3割を記録し、初めてベストナインを遊撃手部門で獲得する。
1998年、選手会長に就任。マシンガン打線の1番打者としてチーム38年ぶりのリーグ優勝、日本一に貢献した。7月14日の巨人戦では、9回に石井のエラーから同点に追いつかれるが、その裏自身のバットでサヨナラ打を放ち、マシンガン打線を象徴するような取られても取り返す逆転劇を見せた。初の最多安打と2度目の盗塁王のタイトルを獲得し、遊撃手としては自身初めてとなる、通算では4度目のゴールデングラブ賞を受賞。103得点を記録し、松井秀喜と並んで球団創設以来初となる最多得点を獲得する。同年の日本シリーズでは10月18日の1回戦の初打席、西武の西口文也からセーフティバントを決め、すかさず盗塁を決めるなど、勝利を呼び込む活躍を見せ優秀選手に選ばれた。
1999年には通算1000安打、1000試合、200盗塁達成。このうち、7月15日の阪神タイガース戦で記録した1000安打は、勝利投手の経験がある選手として史上10人目の記録であった。この年、歴代1位（当時）チーム打率.294という絶好調の打線の中でロバート・ローズが1試合10打点を記録した7月22日のヤクルト戦で、1試合最多得点のセントラル・リーグ新記録となる6得点を記録し、さらに自身初の1試合2本塁打も記録した。
2000年は4度目となる盗塁王を獲得した。
2001年には2度目の最多安打を記録するなど安定した成績を残し、遊撃手として1997年から5年連続でベストナインを受賞した。
2002年は前年と同じく140試合に出場し、156安打を記録。長嶋茂雄と並ぶ当時プロ野球記録の6年連続150安打を達成した。しかし、打率は8年ぶりに2割8分を下回る。
2003年は1992年以来の100安打未達を記録。打率.231は野手転向後では最悪の数字となった。スターティングメンバーから外された際には、野手転向時のようにゼロからやり直すつもりで自ら二軍落ちを志願した。8月22日の巨人戦で1500安打を記録するが、精神的にもスランプに陥った年だった。
2004年は2001年と同じ打率.295の成績を残し、3度目の2桁本塁打も達成するなど復活を果たした。
2005年は、全146試合に「1番・遊撃手」で先発起用されフルイニング出場を果たすものの、打率は.255に落ち込むなど再び低迷した。
2006年5月11日、楽天戦（横浜スタジアム、セ・パ交流戦）の1回裏第1打席で愛敬尚史から中前打を放ち、史上34人目の2000安打を達成した。栃木県出身では初の名球会入りを果たす。横浜球団では松原誠・駒田徳広以来3人目（生え抜きでは松原以来2人目）の2000安打達成で、投手として勝ち星を挙げた選手としては川上哲治以来史上2人目。後に川上は「私の場合はプロ草創期なので石井君の1勝は10勝に匹敵する」とコメントしている。大洋時代の恩師須藤豊は「（石井は）篠塚を目標としていたが、これからは自分が目標とされるように」という祝福の言葉を送った。本人は「残り39本でスタートしたがこんなに苦しい思いをするとは思わなかった、安堵感でいっぱい」と泣きながら語っている。ドラフト外での入団選手としては秋山幸二以来2人目であり、現在ではドラフト外入団選手で最多安打記録保持者となっている。
その後、8月12日のヤクルト戦で石川雅規から安打を放ち、松原誠の持つ球団安打記録2081本を塗り替えた。この年は打順こそ2番、3番打者として起用された試合もあったが、2年連続で全146試合フルイニングに出場。最終的には自己最多タイの174安打を放ち、打率も2割8分台に乗せるなど再び復調を果たした。
2007年は前年オフに膝を手術したこともあり、この年監督に復帰した大矢は石井を無理せず休ませると公言。4月1日の巨人戦の6回の守備で石川雄洋と交代し、連続フルイニング出場記録が当時の現役選手では金本知憲に続く2位の339試合で途切れた。また、巨人から移籍した仁志敏久が1番打者に入ったことで、石井は2番打者を打つことが多くなる。9月5日、阪神戦（阪神甲子園球場）の第1打席で死球を受け、右手首を骨折。9月中に戦列復帰を果たすが安打数は99安打に止まり、4年連続・通算14度目のシーズン100安打達成はならなかった。
2008年は開幕戦から再び1番打者で起用されたが、成績が芳しくなかったため5月頃からは7番～9番打者で起用されることが多くなった。同年夏に開催された北京オリンピックの野球日本代表にチームの正三塁手だった村田修一が選出。村田がいない間、若手の石川雄洋が三塁手に定着したが、最下位を独走するチーム状況を考慮した大矢監督の若手起用の方針もあり、村田復帰後も石川は遊撃手にコンバートされ、石井は先発での出場が激減し、16年ぶりに100試合を割り92試合の出場に終わった。そして同年シーズン終了間近に球団から引退勧告を受ける。石井は勧告を拒否し、現役続行を希望して球団に自由契約を申し出た。

### 広島時代

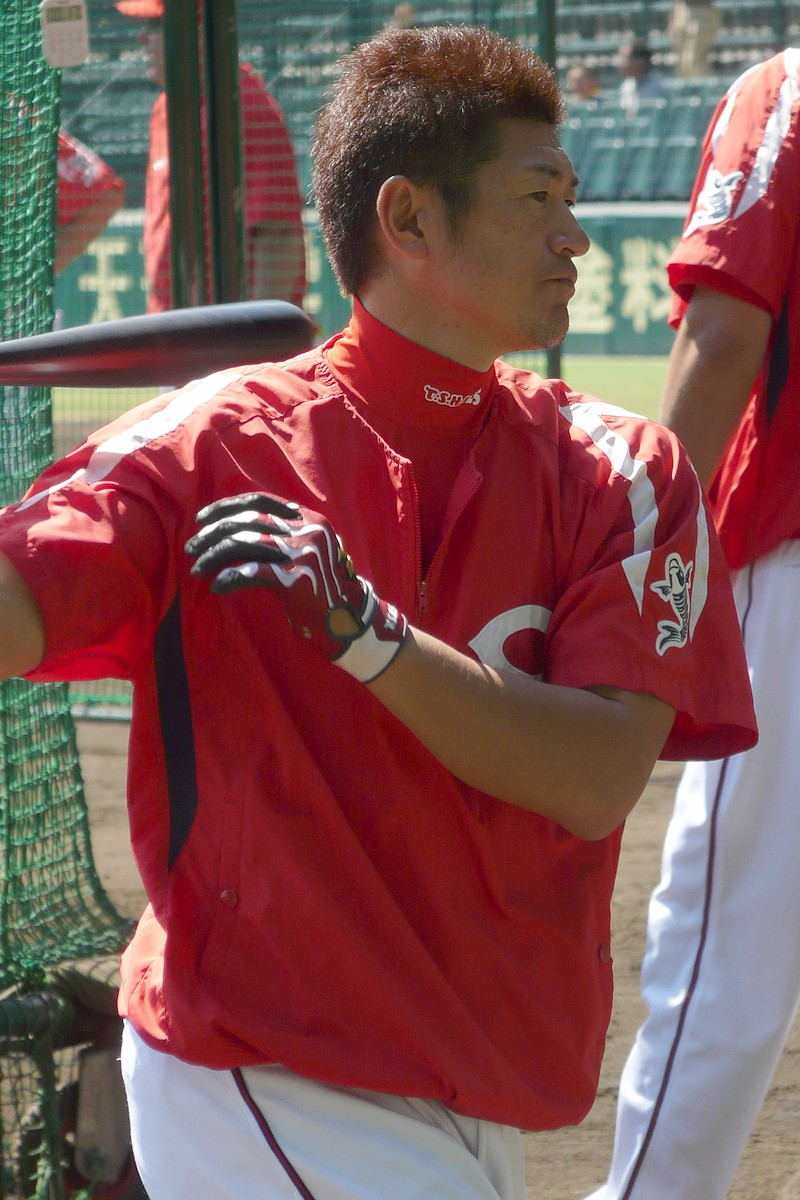
広島選手時代（2009年9月19日、阪神甲子園球場にて）

国内外を問わず移籍先を探していたが、2008年11月12日、広島が石井獲得を発表した。11月29日、自費で横浜スタジアムを借り切り、ファンへの感謝を表すイベントを開催した。主催者発表によるとファン3500人が参加し、オークションではユニフォームが20万円以上の値で落札された。石井は「これを区切りにして、広島で優勝できるよう頑張りたい」とコメントした。
2009年は開幕一軍でスタート。本職の遊撃手の他に守備固めでの三塁手起用もされる。横浜時代の応援歌が親しみやすく人気があったため、横浜応援団の計らいもありカープへの移籍後も広島応援団が引き続き使用した。7月4日の横浜戦にて、横浜スタジアムで通算100本塁打達成。2202試合目での達成は出場試合数で史上最遅の記録であった（従来の記録は東映・毒島章一の1773試合。またプロ在籍年数ではヤクルト・八重樫幸雄と並ぶ21年目で、最遅タイ）。移籍後の横浜スタジアムでの試合では、石井が打席に立つ際に横浜ファンも応援に参加し、球場全体から大声援が送られるという光景が見られ、100号本塁打達成時は両スタンドから賞賛の拍手と歓声が送られた。7月17日の横浜戦では、吉田義男（阪神）を抜き日本歴代最多となる遊撃手としての通算1731試合出場を達成。シーズン前半は梵英心、後半は小窪哲也と併用され出場試合数と打撃成績は前年を下回ったが、1年を通して一軍でプレーした。
2010年も年間を通して一軍に定着。スタメン出場は少ないものの打率は3割を超えた。この年の契約更改では200万円アップの年俸2700万円（推定）で契約し、広島移籍後は2年連続で年俸アップを勝ち取った。
2011年は4月23日のヤクルト戦（マツダスタジアム）でプロ入り初めて二塁の守備につく。この試合では猛打賞を記録し、40歳7か月での猛打賞は広島の球団記録だった。シーズンオフに右膝のクリーニング手術を受ける。
2012年から一軍野手コーチ兼任となって6月まで代打を中心に試合に出場。7月9日に選手登録を抹消され、コーチ専任となって一軍に帯同していたが、8月27日記者会見を開き、2012年シーズン限りでの現役引退を表明した。同年シーズン本拠地最終戦の9月30日の対阪神戦（マツダ）、引退試合として1番・遊撃手で先発出場。現役最後の安打を含む2安打を放つ。その後も一軍登録は抹消されずに10月7日の対ヤクルト戦（神宮）では9回に代打で出場（結果は右飛）。シーズン最終戦となる10月8日の対古巣・DeNA戦（横浜スタジアム）では試合前に引退セレモニーが行われ、かつてのチームメイトの三浦大輔と金城龍彦から花束を受け取り、両チームのファンによる応援歌の合唱が行われた。試合では「1番・遊撃手」として先発フル出場し、現役最終打席は中飛となった。

### 現役引退後
2013年シーズンより広島の一軍内野守備走塁コーチに就任し、2012年秋季キャンプから指導を開始。2年間一塁ベースコーチを務めたのち、2015年シーズンは三塁ベースコーチ、2016年シーズンは一軍打撃コーチを担当。2016年・2017年には広島のリーグ優勝に貢献し、2017年のシーズン終了をもって広島を退団した。
2018年シーズンからはヤクルトの一軍打撃コーチを務めた。同年から青木宣親が7年ぶりに復帰、春季キャンプ前から「とにかく得点にこだわりたい」と話し、前年のチーム打率はリーグワーストの.234だったが、2018年は同トップの.266、総得点は658（1試合平均4.6）と、前年よりも200点近い上積みに成功した。
2019年は高卒2年目の村上宗隆を一軍に定着させるなど、尽力したが、チーム打率が.244とリーグワーストに低迷し、最下位逆戻りの一因になった。同年9月29日に契約満了に伴い退団が発表された。

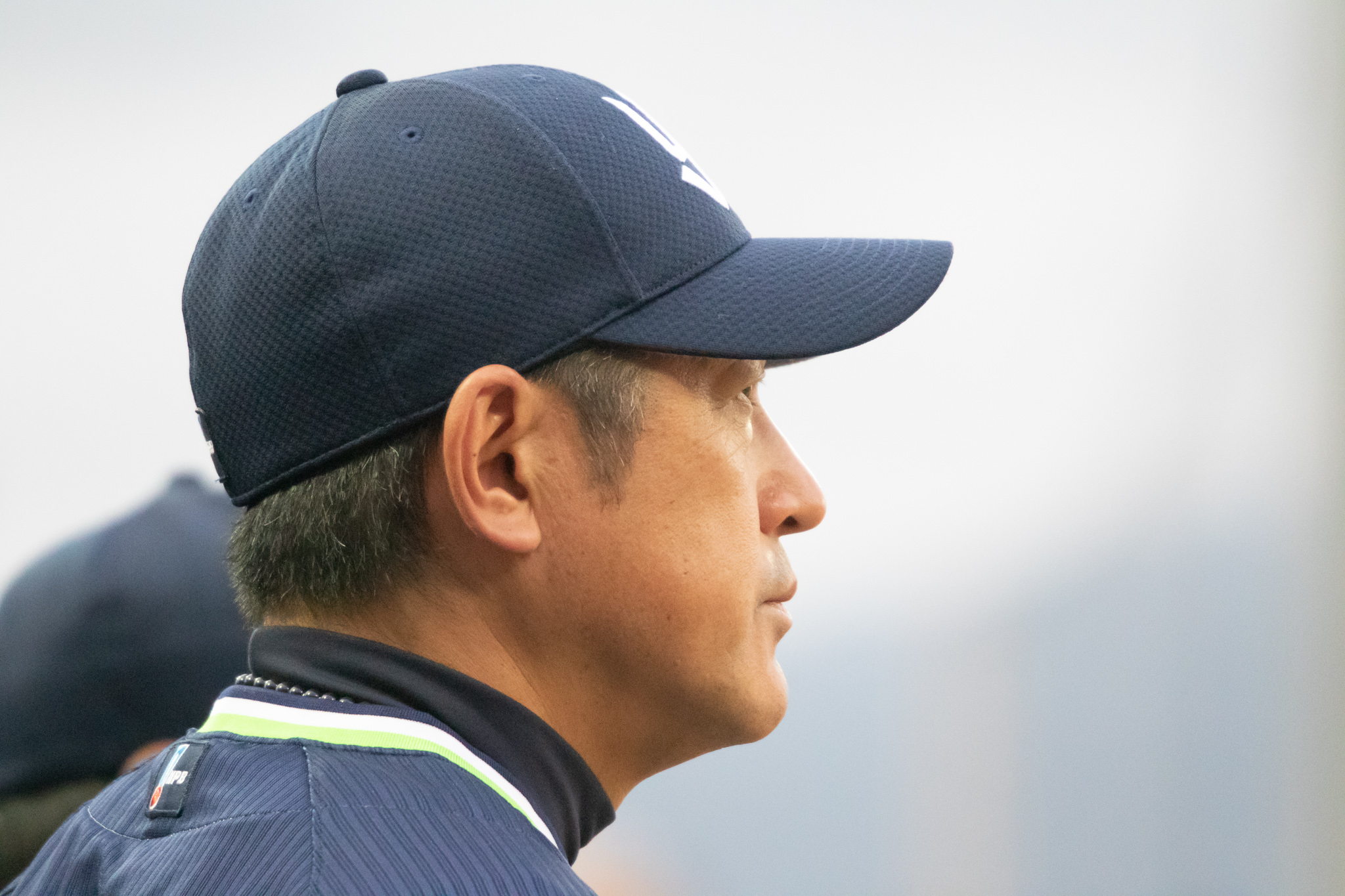
東京ヤクルトスワローズ一軍打撃コーチ時代
（2018年7月4日）

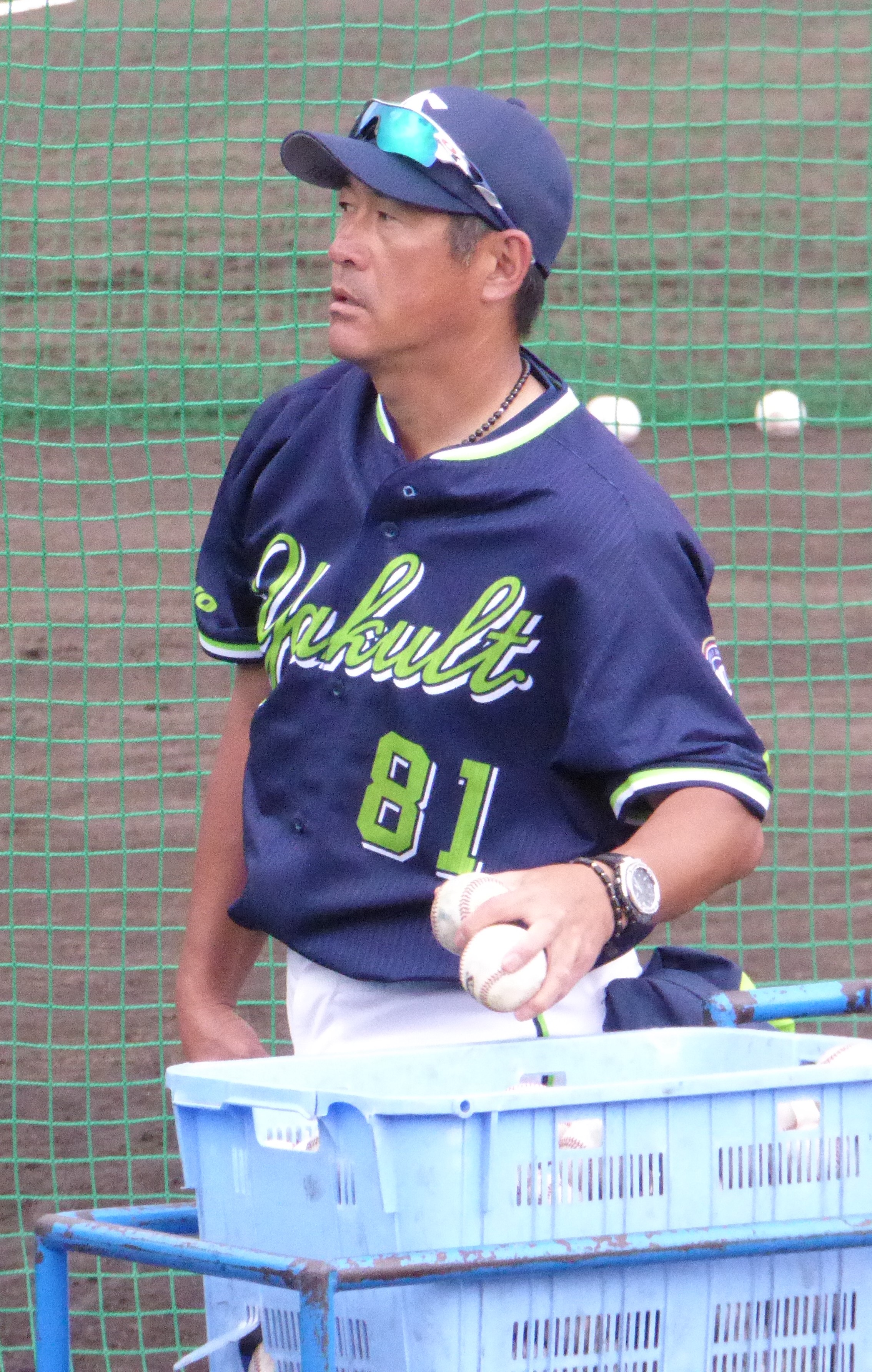
ヤクルト一軍打撃コーチ時代
（2019年2月10日、ANA BALL PARK 浦添にて）

2019年10月29日、2020年から読売ジャイアンツの一軍野手総合コーチを務めることが発表された。2021年シーズンも同コーチを務めていたが、同年10月5日、三軍野手コーチに配置転換された。その後、石井自らがコーチ退任を申し入れ、11月2日に退団。
2021年11月13日、2022年から古巣・横浜DeNAベイスターズで一軍野手総合コーチを務めることが発表された。背番号は75。
2022年6月6日、日本ハム戦のため札幌入りした際に体調不良を訴え、病院で左小脳梗塞と診断されそのまま入院。同14日に退院し、療養を挟んで同24日の広島戦（横浜）から試合前の指導を再開。同28日の阪神戦（横浜）からベンチ入り復帰した。
2023年から2024年までは一軍チーフ打撃コーチを務め、同年は走塁コーチおよび一塁ベースコーチ兼任となった。同年、DeNAはクライマックスリーズ優勝と日本シリーズ優勝を達成し、それぞれの祝勝会のビールかけでは共に中締めを務めた。
2025年からは田代富雄、大村巌、鈴木尚典、柳田殖生の4コーチと共に役職が一軍・二軍の区別のない野手コーチに変更となった。

## 選手としての特徴

### 打撃
横浜時代は俊足巧打の不動のリードオフマンとして活躍。ミートに優れ、どのコースに対しても体がブレずに同じ形で打てる打者だった。自らを簡単にヒットを打てるタイプではなかったと語り、ファウルで粘り、足を使った小技を活かした打撃を積み重ね、1番打者としてとにかく塁に出ることを心掛けていた。
通算2432安打は日本人プロ野球選手の通算安打数で歴代11位で、横浜在籍時の2307安打は横浜球団史上最多の記録である。猛打賞は通算164回記録している。

### 守備・走塁
平成を代表する守備の上手い名遊撃手に挙げられ、俊足を生かしたフットワークや投手出身の肩の強さを生かし、「送球までの速さと安定感は12球団1」とも評された。三遊間の深い位置からの送球など強肩ぶりを発揮し、ベテランになってからも肩を衰えさせないようにノーバウンド送球していた。ポジショニングが良く、送球ミスもほとんど見ることが無かったと同じチームで捕手だった谷繁元信も評している。引退時は遊撃手での日本プロ野球史上最多試合出場記録（1765試合）を持っていた（2022年時点で第3位）。
三塁手としては3度ゴールデングラブ賞を受賞しているが、1996年に遊撃手に転向してからは同リーグにセ・リーグ最多受賞記録を持つ同い年の宮本慎也がいたため遊撃手としては1度しかゴールデングラブ賞を受賞していない（逆にベストナインは石井の方が多く受賞している）。92年、93年と石井とともに内野を守っていた高木豊はプロ野球選手で一番サードの守備が上手かったのは石井だと語っている。共に三遊間を守り、守備の名手でもあった1年先輩の進藤達哉が常にお手本だった。
通算358盗塁を記録しており、4度盗塁王を獲得しており、1993年〜2006年まで14年連続で二桁盗塁を記録していた。横浜在籍時の通算盗塁数は355盗塁で、球団の最多記録保持者である。一つでも先の塁を狙う意識を強く持ち、本塁に生還した通算1298得点はNPB歴代10位の記録である。

### その他
現役時代はミズノとアドバイザリー契約を結び、野球道具を大切にする選手としても有名だった。
練習に対してはとてもストイックで、若手の頃から周りがやめろと言うまで練習をやり続けていた。当時コーチだった岩井隆之からは「おまえのせいで腰を痛めた」、三浦正行からは「俺からギブアップしたのは琢朗が最初で最後」と言われるほどだった。アマチュア時代に野手の経験が無く、プロに入ってから野手の技術を学んだため、癖がなく、何でも吸収することができたと本人は語り、反対を押し切って投手から野手に転向したことで、受け身で練習するのではなく自分から積極的に覚えようという気持ちが強かったという。

## 指導者として
現役時代から先輩後輩関係なく、はっきり意見を言えるタイプであったが、指導者になってからもその姿勢は変わらず、一方で選手たちを守る姿勢も貫き、慕われていた。現役時代に自身が野手転向した際に何もできない所から、根気よく指導してくれた高木由一と岩井隆之が石井の指導者としてのベースにあり、選手に対しては「何でできないんだ」ではなく、「できなくて当たり前」という気持ちで根気のある指導をしている。打撃指導に関しては「バッティングに正解はない」というのが持論で、選手に対しては理論から入るのではなく、最初は振る力を身に着け、そこから形にしていくということを大切にしている。2016年に広島の一軍打撃コーチに就任した際、前年チーム打率がリーグ5位に落ち込んだ打線に「打てないときにいかに点を取るか」という考えのもと指導を行い、打率、本塁打、得点、盗塁がリーグトップとなる成績を収め、優勝の原動力となった。守備に関して、選手たちには打者や状況によってなるべく自分で考えて予測と準備をし、自分のポジショニングを確立していくように助言している。現役時代の自身の経験からは、残した数字ではなく、失敗から学んだ部分を選手に伝えるようにしている。

## 人物
愛称は「タク」、「ハマの切り込み隊長（横浜時代）」。
登録名の琢朗は、野手に転向する際、大成する字画の名前として高校時代の先輩のアドバイスから付けられたもの。1997年には同姓の石井義人がベイスターズに入団してきたため背ネーム表記がT.ISHII、報道やスコアボードでの表記も石井琢に変更され、球場アナウンスもフルネームで呼称されるようになった。2002年に横浜に在籍した石井浩郎が同年限りで引退、2003年には石井義人も移籍したため、報道などでは「石井」表記に戻ったが、その他の表記等は以前のままとしており、これは広島移籍後も続いた。
ヒット1本につき1万円を積み立て、シーズン後に福祉関連先に寄付したり、横浜市内のこども医療センターに絵本を毎月寄贈したり、横浜スタジアムの石井琢朗シートを市社会福祉協議会へ寄付したり、チャイルド・ファンド・ジャパンを通じてフィリピンの子どもたちの里親となり教育支援をするなど、慈善活動にも積極的であった。
2008年3月9日付『朝日新聞』に、出身地である栃木県佐野市の佐野松陽高校の生徒がいもフライを使って町おこしに取り組んでいるとの記事が紹介された。これに石井本人も一役買おうと意気込み、球団に働きかけた結果横浜スタジアム内レストランにて5月14日より販売が実現した。シーズン終了後にこのいもフライの売上金の一部が佐野市に寄付された。広島に移籍後の2009年にもマツダスタジアムの売店にて石井琢朗プロデュースとして販売され人気を博した。
1996年にアイドル歌手の瀬能あづさと結婚したが、2000年に離婚。2001年8月にフジテレビアナウンサーであった荒瀬詩織と再婚し、2002年7月に長女、2005年8月に二女、2013年7月に長男が誕生した。前妻瀬能との間に子供はいない。広島での選手生活はホテル、選手寮などでの単身赴任状態であった。次女の石井さやかはテニスプレイヤーで、全日本テニス選手権99thの女子シングルス優勝者。
アルコール類は全く飲めないが、2024年には優勝時のビールかけでの発言が契機となり、後述するように生ビールのCMに出演した。

## 詳細情報

### 年度別投手成績
| 年 度     | 球 団     | 登 板 | 先 発 | 完 投 | 完 封 | 無 四 球 | 勝 利 | 敗 戦 | セ 丨 ブ | ホ 丨 ル ド | 勝 率 | 打 者 | 投 球 回 | 被 安 打 | 被 本 塁 打 | 与 四 球 | 敬 遠 | 与 死 球 | 奪 三 振 | 暴 投 | ボ 丨 ク | 失 点 | 自 責 点 | 防 御 率 | W H I P |
| --------- | --------- | ----- | ----- | ----- | ----- | -------- | ----- | ----- | -------- | ----------- | ----- | ----- | -------- | -------- | ----------- | -------- | ----- | -------- | -------- | ----- | -------- | ----- | -------- | -------- | ------- |
| 1989      | 大洋      | 17    | 2     | 0     | 0     | 0        | 1     | 1     | 0        | --          | .500  | 142   | 30.1     | 34       | 2           | 19       | 1     | 0        | 19       | 0     | 0        | 14    | 12       | 3.56     | 1.75    |
| 1990      | 大洋      | 2     | 1     | 0     | 0     | 0        | 0     | 1     | 0        | --          | .000  | 19    | 4.0      | 6        | 0           | 2        | 0     | 1        | 0        | 0     | 0        | 5     | 4        | 9.00     | 2.00    |
| 1991      | 大洋      | 9     | 2     | 0     | 0     | 0        | 0     | 2     | 0        | --          | .000  | 77    | 14.2     | 23       | 3           | 8        | 1     | 3        | 4        | 0     | 0        | 16    | 15       | 9.20     | 2.11    |
| 通算：3年 | 通算：3年 | 28    | 5     | 0     | 0     | 0        | 1     | 4     | 0        | --          | .200  | 238   | 49.0     | 63       | 5           | 29       | 2     | 4        | 23       | 0     | 0        | 35    | 31       | 5.69     | 1.88    |

- 「-」は記録なし

### 年度別打撃成績
| 年 度      | 球 団      | 試 合 | 打 席 | 打 数 | 得 点 | 安 打 | 二 塁 打 | 三 塁 打 | 本 塁 打 | 塁 打 | 打 点 | 盗 塁 | 盗 塁 死 | 犠 打 | 犠 飛 | 四 球 | 敬 遠 | 死 球 | 三 振 | 併 殺 打 | 打 率 | 出 塁 率 | 長 打 率 | O P S |
| ---------- | ---------- | ----- | ----- | ----- | ----- | ----- | -------- | -------- | -------- | ----- | ----- | ----- | -------- | ----- | ----- | ----- | ----- | ----- | ----- | -------- | ----- | -------- | -------- | ----- |
| 1989       | 大洋 横浜  | 17    | 5     | 5     | 1     | 2     | 0        | 0        | 0        | 2     | 0     | 0     | 0        | 0     | 0     | 0     | 0     | 0     | 2     | 0        | .400  | .400     | .400     | .800  |
| 1990       | 大洋 横浜  | 2     | 1     | 1     | 0     | 0     | 0        | 0        | 0        | 0     | 0     | 0     | 0        | 0     | 0     | 0     | 0     | 0     | 0     | 0        | .000  | .000     | .000     | .000  |
| 1991       | 大洋 横浜  | 10    | 2     | 2     | 0     | 1     | 0        | 0        | 0        | 1     | 0     | 0     | 0        | 0     | 0     | 0     | 0     | 0     | 0     | 0        | .500  | .500     | .500     | 1.000 |
| 1992       | 大洋 横浜  | 69    | 250   | 219   | 26    | 59    | 3        | 3        | 3        | 77    | 23    | 4     | 1        | 16    | 1     | 12    | 0     | 2     | 33    | 4        | .269  | .312     | .352     | .664  |
| 1993       | 大洋 横浜  | 121   | 503   | 414   | 53    | 110   | 19       | 5        | 5        | 154   | 36    | 24    | 16       | 39    | 2     | 42    | 0     | 6     | 64    | 5        | .266  | .341     | .372     | .712  |
| 1994       | 大洋 横浜  | 130   | 559   | 451   | 68    | 113   | 21       | 2        | 3        | 147   | 40    | 10    | 6        | 39    | 0     | 69    | 0     | 0     | 66    | 6        | .251  | .350     | .326     | .676  |
| 1995       | 大洋 横浜  | 124   | 546   | 444   | 69    | 137   | 22       | 2        | 2        | 169   | 41    | 23    | 11       | 23    | 2     | 69    | 1     | 7     | 63    | 4        | .309  | .407     | .381     | .789  |
| 1996       | 大洋 横浜  | 129   | 604   | 496   | 94    | 140   | 19       | 3        | 1        | 168   | 29    | 45    | 21       | 25    | 1     | 75    | 1     | 7     | 76    | 3        | .282  | .383     | .339     | .722  |
| 1997       | 大洋 横浜  | 132   | 612   | 521   | 95    | 166   | 23       | 1        | 10       | 221   | 44    | 23    | 18       | 23    | 4     | 57    | 1     | 7     | 58    | 5        | .319  | .390     | .424     | .815  |
| 1998       | 大洋 横浜  | 135   | 630   | 555   | 103   | 174   | 34       | 5        | 7        | 239   | 48    | 39    | 10       | 2     | 2     | 63    | 0     | 7     | 69    | 4        | .314  | .389     | .431     | .820  |
| 1999       | 大洋 横浜  | 131   | 622   | 537   | 108   | 157   | 24       | 3        | 8        | 211   | 58    | 39    | 11       | 2     | 3     | 73    | 0     | 7     | 81    | 4        | .292  | .382     | .393     | .775  |
| 2000       | 大洋 横浜  | 134   | 619   | 546   | 91    | 165   | 19       | 5        | 10       | 224   | 50    | 35    | 11       | 5     | 3     | 61    | 3     | 4     | 83    | 5        | .302  | .375     | .410     | .785  |
| 2001       | 大洋 横浜  | 140   | 647   | 580   | 81    | 171   | 34       | 4        | 8        | 237   | 36    | 26    | 8        | 7     | 1     | 54    | 3     | 5     | 81    | 3        | .295  | .359     | .409     | .768  |
| 2002       | 大洋 横浜  | 140   | 636   | 569   | 78    | 156   | 29       | 2        | 8        | 213   | 49    | 19    | 11       | 12    | 2     | 48    | 1     | 5     | 95    | 2        | .274  | .335     | .374     | .709  |
| 2003       | 大洋 横浜  | 115   | 483   | 415   | 49    | 96    | 12       | 1        | 6        | 128   | 26    | 20    | 10       | 21    | 0     | 46    | 0     | 1     | 53    | 3        | .231  | .310     | .308     | .618  |
| 2004       | 大洋 横浜  | 131   | 590   | 535   | 80    | 158   | 26       | 6        | 10       | 226   | 43    | 11    | 10       | 6     | 2     | 45    | 1     | 2     | 85    | 3        | .295  | .351     | .422     | .773  |
| 2005       | 大洋 横浜  | 146   | 688   | 612   | 95    | 156   | 22       | 2        | 8        | 206   | 40    | 18    | 7        | 7     | 1     | 61    | 1     | 7     | 77    | 6        | .255  | .329     | .337     | .666  |
| 2006       | 大洋 横浜  | 146   | 675   | 604   | 91    | 174   | 30       | 0        | 6        | 222   | 32    | 12    | 11       | 5     | 1     | 63    | 0     | 2     | 99    | 4        | .288  | .357     | .368     | .724  |
| 2007       | 大洋 横浜  | 108   | 412   | 360   | 35    | 99    | 11       | 0        | 2        | 116   | 13    | 6     | 5        | 27    | 0     | 21    | 1     | 4     | 39    | 5        | .275  | .322     | .322     | .644  |
| 2008       | 大洋 横浜  | 98    | 319   | 279   | 26    | 73    | 7        | 0        | 2        | 86    | 18    | 1     | 1        | 12    | 0     | 23    | 0     | 4     | 47    | 2        | .262  | .327     | .308     | .635  |
| 2009       | 広島       | 89    | 246   | 211   | 27    | 48    | 10       | 3        | 2        | 70    | 18    | 2     | 0        | 11    | 0     | 20    | 0     | 4     | 33    | 4        | .227  | .306     | .332     | .638  |
| 2010       | 広島       | 74    | 165   | 148   | 15    | 47    | 5        | 1        | 0        | 54    | 20    | 1     | 1        | 5     | 0     | 11    | 0     | 1     | 20    | 2        | .318  | .369     | .365     | .734  |
| 2011       | 広島       | 61    | 106   | 92    | 11    | 23    | 2        | 2        | 1        | 32    | 4     | 0     | 0        | 2     | 0     | 12    | 1     | 0     | 13    | 1        | .250  | .337     | .348     | .685  |
| 2012       | 広島       | 31    | 47    | 42    | 2     | 7     | 1        | 0        | 0        | 8     | 2     | 0     | 0        | 0     | 0     | 5     | 0     | 0     | 4     | 1        | .167  | .255     | .190     | .446  |
| 通算：24年 | 通算：24年 | 2413  | 9967  | 8638  | 1298  | 2432  | 373      | 50       | 102      | 3211  | 670   | 358   | 169      | 289   | 25    | 930   | 14    | 82    | 1241  | 76       | .282  | .356     | .372     | .728  |

- 各年度の太字はリーグ最高
- 大洋（横浜大洋ホエールズ）は、1993年に横浜（横浜ベイスターズ）に球団名を変更

### 年度別守備成績
| 年 度 | 球 団     | 投手  | 投手  | 投手  | 投手  | 投手  | 投手     | 三塁  | 三塁  | 三塁  | 三塁  | 三塁  | 三塁     | 遊撃  | 遊撃  | 遊撃  | 遊撃  | 遊撃  | 遊撃     | 二塁  | 二塁  | 二塁  | 二塁  | 二塁  | 二塁     | 外野  | 外野  | 外野  | 外野  | 外野  | 外野     |
| 年 度 | 球 団     | 試 合 | 刺 殺 | 補 殺 | 失 策 | 併 殺 | 守 備 率 | 試 合 | 刺 殺 | 補 殺 | 失 策 | 併 殺 | 守 備 率 | 試 合 | 刺 殺 | 補 殺 | 失 策 | 併 殺 | 守 備 率 | 試 合 | 刺 殺 | 補 殺 | 失 策 | 併 殺 | 守 備 率 | 試 合 | 刺 殺 | 補 殺 | 失 策 | 併 殺 | 守 備 率 |
| ----- | --------- | ----- | ----- | ----- | ----- | ----- | -------- | ----- | ----- | ----- | ----- | ----- | -------- | ----- | ----- | ----- | ----- | ----- | -------- | ----- | ----- | ----- | ----- | ----- | -------- | ----- | ----- | ----- | ----- | ----- | -------- |
| 1989  | 大洋 横浜 | 17    | 1     | 10    | 0     | 0     | 1.000    | -     | -     | -     | -     | -     | -        | -     | -     | -     | -     | -     | -        | -     | -     | -     | -     | -     | -        | -     | -     | -     | -     | -     | -        |
| 1990  | 大洋 横浜 | 2     | 0     | 3     | 0     | 0     | 1.000    | -     | -     | -     | -     | -     | -        | -     | -     | -     | -     | -     | -        | -     | -     | -     | -     | -     | -        | -     | -     | -     | -     | -     | -        |
| 1991  | 大洋 横浜 | 9     | 0     | 3     | 0     | 0     | 1.000    | -     | -     | -     | -     | -     | -        | -     | -     | -     | -     | -     | -        | -     | -     | -     | -     | -     | -        | -     | -     | -     | -     | -     | -        |
| 1992  | 大洋 横浜 | -     | -     | -     | -     | -     | -        | 42    | 22    | 63    | 5     | 9     | .944     | 32    | 37    | 76    | 5     | 19    | .958     | -     | -     | -     | -     | -     | -        | -     | -     | -     | -     | -     | -        |
| 1993  | 大洋 横浜 | -     | -     | -     | -     | -     | -        | 107   | 71    | 203   | 6     | 24    | .979     | 11    | 16    | 24    | 1     | 7     | .976     | -     | -     | -     | -     | -     | -        | 7     | 4     | 0     | 0     | 0     | 1.000    |
| 1994  | 大洋 横浜 | -     | -     | -     | -     | -     | -        | 128   | 75    | 251   | 8     | 25    | .976     | 8     | 8     | 16    | 0     | 3     | 1.000    | -     | -     | -     | -     | -     | -        | 1     | 0     | 0     | 0     | 0     | -        |
| 1995  | 大洋 横浜 | -     | -     | -     | -     | -     | -        | 123   | 96    | 253   | 5     | 33    | .986     | -     | -     | -     | -     | -     | -        | -     | -     | -     | -     | -     | -        | -     | -     | -     | -     | -     | -        |
| 1996  | 大洋 横浜 | -     | -     | -     | -     | -     | -        | -     | -     | -     | -     | -     | -        | 129   | 207   | 382   | 11    | 76    | .982     | -     | -     | -     | -     | -     | -        | -     | -     | -     | -     | -     | -        |
| 1997  | 大洋 横浜 | -     | -     | -     | -     | -     | -        | -     | -     | -     | -     | -     | -        | 130   | 198   | 392   | 15    | 76    | .975     | -     | -     | -     | -     | -     | -        | -     | -     | -     | -     | -     | -        |
| 1998  | 大洋 横浜 | -     | -     | -     | -     | -     | -        | 1     | 0     | 1     | 0     | 0     | 1.000    | 135   | 204   | 423   | 17    | 80    | .974     | -     | -     | -     | -     | -     | -        | -     | -     | -     | -     | -     | -        |
| 1999  | 大洋 横浜 | -     | -     | -     | -     | -     | -        | -     | -     | -     | -     | -     | -        | 129   | 211   | 356   | 11    | 71    | .981     | -     | -     | -     | -     | -     | -        | -     | -     | -     | -     | -     | -        |
| 2000  | 大洋 横浜 | -     | -     | -     | -     | -     | -        | -     | -     | -     | -     | -     | -        | 134   | 210   | 386   | 10    | 81    | .983     | -     | -     | -     | -     | -     | -        | -     | -     | -     | -     | -     | -        |
| 2001  | 大洋 横浜 | -     | -     | -     | -     | -     | -        | -     | -     | -     | -     | -     | -        | 140   | 252   | 417   | 12    | 100   | .982     | -     | -     | -     | -     | -     | -        | -     | -     | -     | -     | -     | -        |
| 2002  | 大洋 横浜 | -     | -     | -     | -     | -     | -        | -     | -     | -     | -     | -     | -        | 140   | 219   | 394   | 9     | 69    | .986     | -     | -     | -     | -     | -     | -        | -     | -     | -     | -     | -     | -        |
| 2003  | 大洋 横浜 | -     | -     | -     | -     | -     | -        | -     | -     | -     | -     | -     | -        | 114   | 168   | 366   | 7     | 77    | .987     | -     | -     | -     | -     | -     | -        | -     | -     | -     | -     | -     | -        |
| 2004  | 大洋 横浜 | -     | -     | -     | -     | -     | -        | -     | -     | -     | -     | -     | -        | 130   | 194   | 413   | 10    | 97    | .984     | -     | -     | -     | -     | -     | -        | -     | -     | -     | -     | -     | -        |
| 2005  | 大洋 横浜 | -     | -     | -     | -     | -     | -        | -     | -     | -     | -     | -     | -        | 146   | 229   | 444   | 8     | 95    | .988     | -     | -     | -     | -     | -     | -        | -     | -     | -     | -     | -     | -        |
| 2006  | 大洋 横浜 | -     | -     | -     | -     | -     | -        | 2     | 0     | 0     | 0     | 0     | -        | 146   | 204   | 473   | 10    | 91    | .985     | -     | -     | -     | -     | -     | -        | -     | -     | -     | -     | -     | -        |
| 2007  | 大洋 横浜 | -     | -     | -     | -     | -     | -        | -     | -     | -     | -     | -     | -        | 105   | 126   | 317   | 5     | 71    | .989     | -     | -     | -     | -     | -     | -        | -     | -     | -     | -     | -     | -        |
| 2008  | 大洋 横浜 | -     | -     | -     | -     | -     | -        | -     | -     | -     | -     | -     | -        | 79    | 118   | 211   | 4     | 41    | .988     | -     | -     | -     | -     | -     | -        | -     | -     | -     | -     | -     | -        |
| 2009  | 広島      | -     | -     | -     | -     | -     | -        | 21    | 13    | 21    | 1     | 0     | .971     | 52    | 69    | 141   | 6     | 24    | .972     | -     | -     | -     | -     | -     | -        | -     | -     | -     | -     | -     | -        |
| 2010  | 広島      | -     | -     | -     | -     | -     | -        | 48    | 18    | 72    | 3     | 10    | .968     | 2     | 1     | 2     | 0     | 0     | 1.000    | 4     | 0     | 2     | 0     | 1     | 1.000    | -     | -     | -     | -     | -     | -        |
| 2011  | 広島      | -     | -     | -     | -     | -     | -        | 26    | 11    | 32    | 0     | 4     | 1.000    | 3     | 2     | 4     | 1     | 1     | .857     | 1     | 2     | 4     | 0     | 0     | 1.000    | -     | -     | -     | -     | -     | -        |
| 2012  | 広島      | -     | -     | -     | -     | -     | -        | 1     | 0     | 1     | 0     | 0     | 1.000    | 2     | 4     | 6     | 0     | 2     | 1.000    | -     | -     | -     | -     | -     | -        | -     | -     | -     | -     | -     | -        |
| 通算  | 通算      | 28    | 1     | 16    | 0     | 0     | 1.000    | 499   | 306   | 897   | 28    | 105   | .977     | 1767  | 2677  | 5243  | 142   | 1081  | .982     | 5     | 2     | 6     | 0     | 1     | 1.000    | 8     | 4     | 0     | 0     | 0     | 1.000    |

- 各年度の太字はリーグ最高
- 太字年はゴールデングラブ賞受賞年

### タイトル
- 盗塁王：4回（1993年、1998年 - 2000年） ※5年のブランク受賞は同賞史上最長タイ（他に河野旭輝、柴田勲、高橋慶彦）
- 最多安打：2回（1998年、2001年）

### 表彰
- ベストナイン：5回（遊撃手部門：1997年 - 2001年）
- ゴールデングラブ賞：4回（三塁手部門：1993年 - 1995年、遊撃手部門：1998年）
- JA全農Go・Go賞：1回（好走塁賞：1996年4月）
- 日本シリーズ優秀選手賞：1回（1998年）
- 出身地別東西対抗戦最優秀選手：1回（2002年）
- セントラル・リーグ特別功労賞（2012年）[75]
- 栃木県民栄誉賞（2006年）[76]
- 佐野市民栄誉賞（2006年） ※受賞者第1号[77]
- 足利市スポーツ特別賞（2006年）[78]
- ベスト・ファーザー イエローリボン賞 in 「プロ野球部門」（2008年）

### 記録
初記録
投手記録
- 初登板：1989年4月13日、対広島東洋カープ3回戦（横浜スタジアム）、4回表に救援登板、1回1失点
- 初奪三振：同上、4回表に白武佳久から
- 初先発・初勝利：1989年10月10日、対ヤクルトスワローズ25回戦（明治神宮野球場）、8回1/3を3失点（自責点1）

打撃記録
- 初出場：投手記録の初登板の項を参照
- 初先発出場：投手記録の初先発の項を参照
- 初安打：1989年10月10日、対ヤクルトスワローズ25回戦（明治神宮野球場）、3回表に加藤博人から中前安打
- 初得点：1989年10月16日、対阪神タイガース26回戦（阪神甲子園球場）、3回表に記録
- 初打点：1992年4月18日、対ヤクルトスワローズ2回戦（横浜スタジアム）、4回裏に高津臣吾から
- 初盗塁：1992年5月10日、対読売ジャイアンツ8回戦（横浜スタジアム）、1回裏に二盗（投手：チャック・ケアリー、捕手：村田真一）
- 初本塁打：1992年7月26日、対広島東洋カープ18回戦（横浜スタジアム）、1回裏に北別府学から

節目の記録
- 1000安打：1999年7月15日、対阪神タイガース16回戦（阪神甲子園球場）、2回表に山﨑一玄から ※史上196人目
- 1000試合出場：1999年10月15日、対ヤクルトスワローズ27回戦（横浜スタジアム）、1番・遊撃手として先発出場 ※史上354人目
- 1500安打：2002年8月22日、対読売ジャイアンツ21回戦（東京ドーム）、4回表に入来祐作からソロ ※史上83人目
- 200犠打：2003年7月8日、対中日ドラゴンズ14回戦（ナゴヤドーム）、1回表に野口茂樹から ※史上24人目
- 300盗塁：2003年8月6日、対読売ジャイアンツ22回戦（東京ドーム）、7回表に二盗（投手：コリー・ベイリー、捕手：阿部慎之助）
- 1500試合出場：2003年8月27日、対広島東洋カープ20回戦（横浜スタジアム）、2番・遊撃手として先発出場 ※史上140人目
- 1000得点：2005年4月5日、対読売ジャイアンツ1回戦（横浜スタジアム）、1回裏に金城龍彦の左前適時打で生還 ※史上31人目
- 1000三振：2006年5月2日、対中日ドラゴンズ3回戦（ナゴヤドーム）、4回表に川上憲伸から ※史上38人目
- 2000安打：2006年5月11日、対東北楽天ゴールデンイーグルス3回戦（横浜スタジアム）、1回裏に愛敬尚史から中前安打 ※史上34人目
- 350盗塁：2007年5月13日、対広島東洋カープ9回戦（横浜スタジアム）、1回裏に二盗（投手：黒田博樹、捕手：石原慶幸） ※史上15人目
- 2000試合出場：2007年6月13日、対北海道日本ハムファイターズ2回戦（札幌ドーム）、8回裏に遊撃手として出場 ※史上38人目
- 250犠打：2007年7月12日、対中日ドラゴンズ12回戦（横浜スタジアム）、9回裏にラファエル・クルスから ※史上11人目
- 3000塁打：2008年5月14日、対読売ジャイアンツ7回戦（横浜スタジアム）、2回裏に金刃憲人から中前安打 ※史上42人目
- 100本塁打：2009年7月4日、対横浜ベイスターズ7回戦（横浜スタジアム）、5回表に三浦大輔から右越ソロ ※史上256人目、2202試合目での達成は史上最遅

その他の記録
- 1試合6得点：1999年7月22日、対ヤクルトスワローズ17回戦（横浜スタジアム） ※日本タイ記録、セ・リーグ記録
- 1試合4犠打：2003年7月8日、対中日ドラゴンズ14回戦（ナゴヤドーム） ※日本タイ記録
- シーズン150安打以上：9回（1997年 - 2002年、2004年 - 2006年）※歴代3位タイ
- 6年連続シーズン150安打以上：1997年 - 2002年（歴代2位タイ、セ・リーグタイ記録）
- 全球団から本塁打：通算100本塁打の項目を参照 ※史上17人目
- 同一球場で1000安打（横浜スタジアム）
- オールスターゲーム出場：6回（1995年、1997年 - 2001年）

### 背番号
- 66（1989年 - 1992年）
- 0（1993年）
- 5（1994年 - 2008年）
- 25（2009年 - 2012年）
- 75（2013年 - 2017年、2022年 - ）
- 81（2018年 - 2019年）
- 89（2020年 - 2021年）

### 登録名
- 石井 忠徳（いしい ただのり、1989年 - 1991年）
- 石井 琢朗（いしい たくろう、1992年 - ）

## 関連情報

### 著書
- 『疾走!琢朗主義』（ベースボールマガジン社:2002年4月）ISBN 978-4583036939
- 『心の伸びしろ』（ベストセラーズ:2013年3月）ISBN 978-4584134795
- 『プロフェッショナル 打撃解体新書』（カンゼン:2024年8月）ISBN 978-4862557315

### CM
- アサヒビール『アサヒ生ビール』『アサヒゼロ』（2024年11月）[74]